# Бернар, Шарль де
Шарль де Берна́р, полное имя Пьер Мари Шарль де Бернар Дю Грай де ля Вилетт (фр. Pierre Marie Charles de Bernard Du Grail de la Villette;  24 февраля 1804 года, Безансон — 6 марта 1850 года, Саблонвиль, ныне Нёйи-сюр-Сен) — французский писатель-романист и поэт, популярный в 1840-е гг.; друг и ученик Бальзака.
Похоронен на старом кладбище Нёйи-сюр-Сен.

## Творчество
Повести и рассказы
- Une aventure de magistrat
- Le Nœud gordien (1838). Оригинальный текст
- Le Paratonnerre. La Peine du talion. Le Pied d’argile. Факсимиле книги
- Gerfaut (2 т., 1838)
- Le Paravent (2 т., 1939)
- La chasse aux amants
- Les Ailes d’Icare (2 т., 1839)
- La Cinquantaine (1839)
- La Peau de Lion (1841)
- L'Écueil (2 т., 1842)
- Un Homme sérieux (2 т., 1843)
- «Отчим» (Le Beau-Père, 1845; русский перевод печатался в «Отечественных записках», N 38 за 1845 год, с орфографией того времени «Вотчимъ»)
- Le Gentilhomme campagnard (6 т., 1846)
- Le Veau d’or (1847)

Поэзия
- Plus deuil que joie (1832)

Театр (совместно с Charles-Henri-Ladislas Laurençot)
- Une position délicate, одноактная комедия-водевиль, Париж, Гимназический театр, 18 июня 1836.
- Madame de Valdaunaie, ou Un amour dédaigné, двуактная комедия-водевиль, Париж, Гимназический театр, 21 янв. 1837.

Собрания сочинений
- Œuvres complètes (12 томов, 1854)